# Stiftskirche St. Moriz (Rottenburg)
Die heutige Pfarrkirche Sankt Moriz in Rottenburg am Neckar war Wallfahrtskirche, Grablege der Grafen von Hohenberg und Kirche eines Kollegiatstifts.

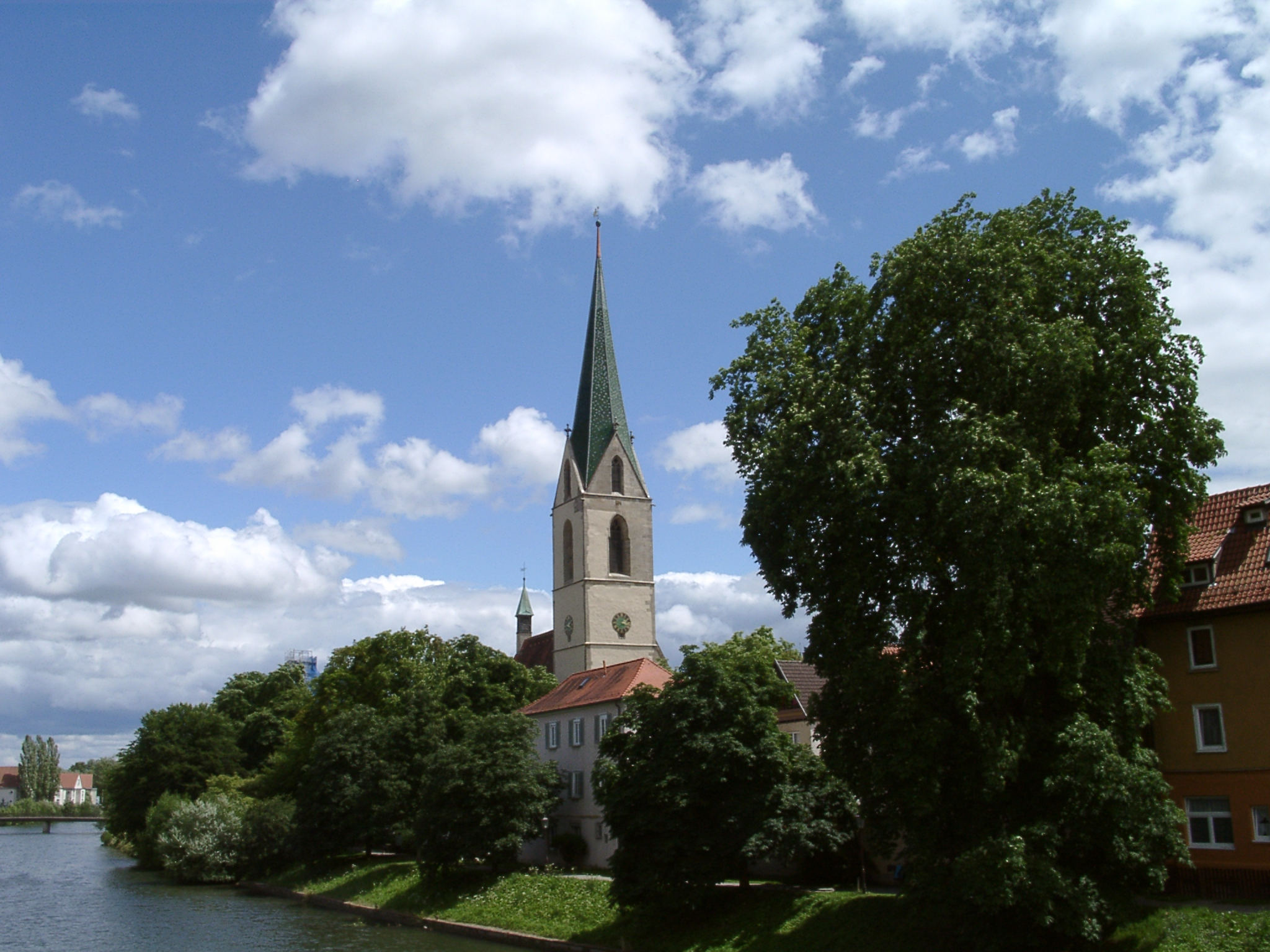
Stiftskirche St. Moriz von Westen

## Geschichte der Wallfahrt
Zunächst befand sich im heutigen Stadtteil Ehingen eine um die Mitte des 10. Jahrhunderts erbaute Mauritiuskapelle.
Nach der Gründungslegende soll „ein großer Herr“ einmal St. Maurice im Wallis in der Schweiz „heimgesucht“ und viele Heiligtümer mitgenommen haben. Als er diese durch das Dorf Ehingen am Neckar gegenüber Rottenburg geführt habe, seien die unvernünftigen Tiere stillgestanden. Auf keine Weise sei es möglich gewesen, sie weiterzubringen. Da das der Herr gesehen, habe er das Heiligtum den Herren desselbigen Ortes geschenkt.
Historischer Kern der Sage ist die Tatsache, dass der heilige Bischof Ulrich von Augsburg im Jahr 940 nach St. Maurice reiste, um dort Reliquien des heiligen Mauritius zu holen, wobei sowohl der heilige Ulrich als auch die damaligen Herren des Dorfes Ehingen Angehörige des Hauses der Grafen von Dillingen waren. Dadurch kamen voraussichtlich die Mauritiusreliquien nach Ehingen. Für diese Reliquien wurde ein neues Gotteshaus am Neckarufer errichtet, das nicht der Ehinger Pfarrkirche St. Remigius unterstand, sondern als Eigenkirche der Ortsherren gegründet wurde und sich bald zur Wallfahrtskirche entwickelte. Zur weiteren Förderung dieser Wallfahrt wurden ab 1337 allen Gläubigen, die sie an bestimmten Fest- und Heiligengedenktagen des Kirchenjahres besuchten, Ablässe gewährt.

## Kirchengebäude
Der ersten Kapelle folgte 1209 ein Neubau durch Graf Burkhart II. von Hohenberg († 1217). Von diesem Kirchengebäude ist heute nur noch ein unterirdischer Raum von etwa 4,20 × 6,80 Meter erhalten, der 1973 unter dem Chor der heutigen Kirche entdeckt wurde. Die Wände waren mit gut erhaltenen Fresken aus dem frühen 13. Jahrhundert dekoriert. Dieser nicht zugängliche unterirdische Raum diente wohl als Aufbewahrungsort der Mauritiusreliquien.

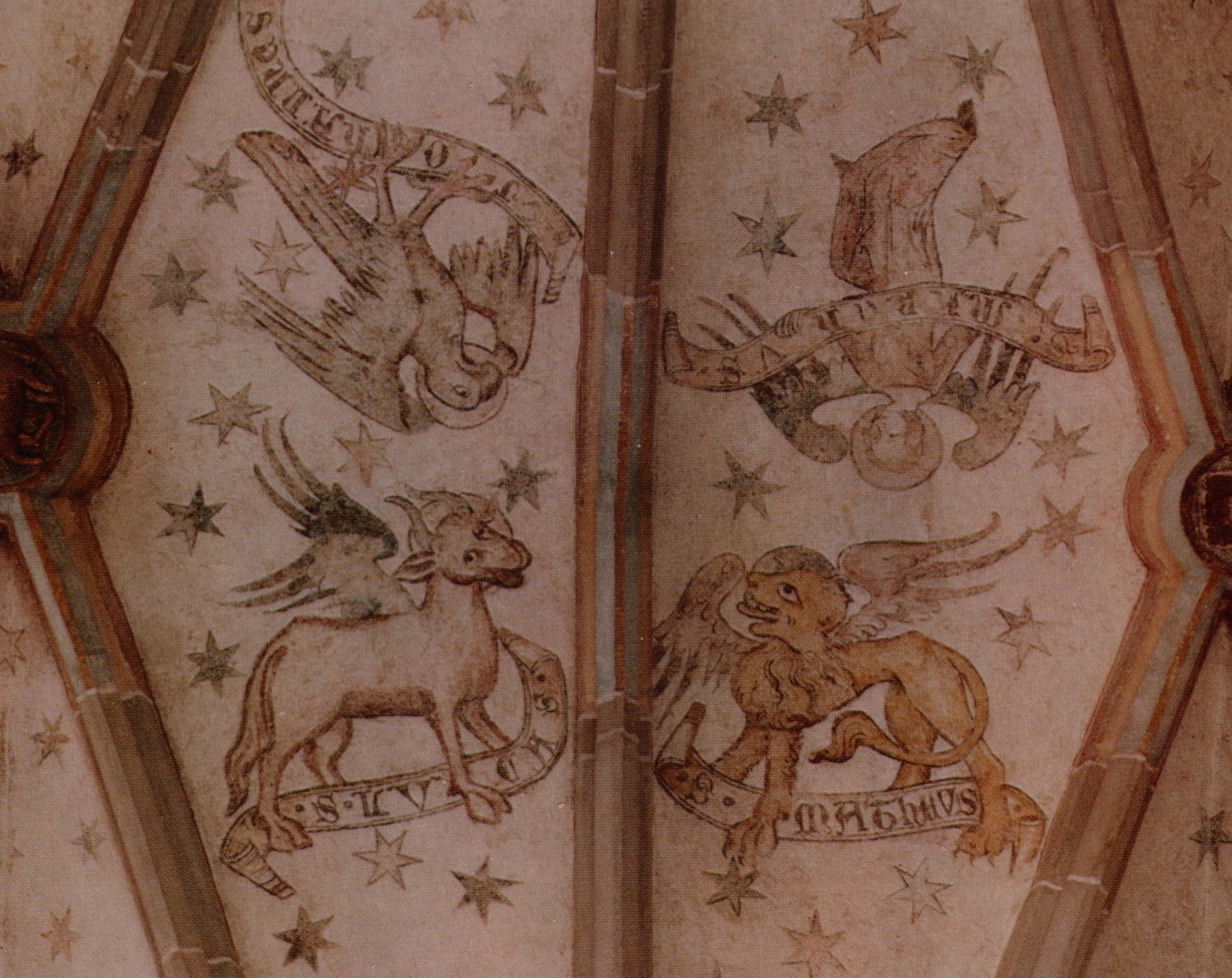
Deckenfresko „Die vier Evangelisten“ im Chorraum

Um 1300 wurde mit dem Bau der heutigen Kirche begonnen, die 1323 soweit vollendet war, dass ein erster Altar des Langhauses mit einer Pfründe ausgestattet werden konnte. Ältester Bauteil ist der Chor, unter dem eine Krypta eingebaut wurde. Sie liegt im Chorhaupt unter dem Choraltar und wurde als Grablege der Herren von Hohenberg genutzt. Die erste Beisetzung fand bereits 1308 statt anlässlich des Todes von Ursula von Oettingen, zweiter Gemahlin Albrechts II. von Hohenberg. Dieser Raum wurde nach dem Aussterben der Hohenberger nicht mehr genutzt und im 15. oder 16. Jahrhundert aufgefüllt.
Die Vollendung der Innenausstattung der Stiftskirche vollzog sich nur langsam. 1361 stiftete Margarete von Nassau, Witwe Rudolfs II. von Hohenberg, eine Geldsumme zur Vergrößerung der Chorfenster. Weitere hohenbergische Stiftungen für den Chor und die Orgel werden 1364 erwähnt.
Wohl ab 1370 wurde mit der Ausmalung mit Fresken begonnen, zuerst im Chor und kurz nach 1400 an den Pfeilern des Langhauses. Durch den starken Zustrom von Wallfahrern wurde eine Verlängerung des Langhauses um ein Joch9 nach Westen notwendig. Es entstand dabei die heutige Westfassade mit einer Rosette. Der Turm wurde vom zweiten Stockwerk an zügig durch Steinmetze der Parler-Werkstatt weitergebaut und 1433 vollendet. Der Innenraum erhielt den bedeutenden Freskenzyklus am Obergaden mit seinen atlantenartigen Trägerfiguren.

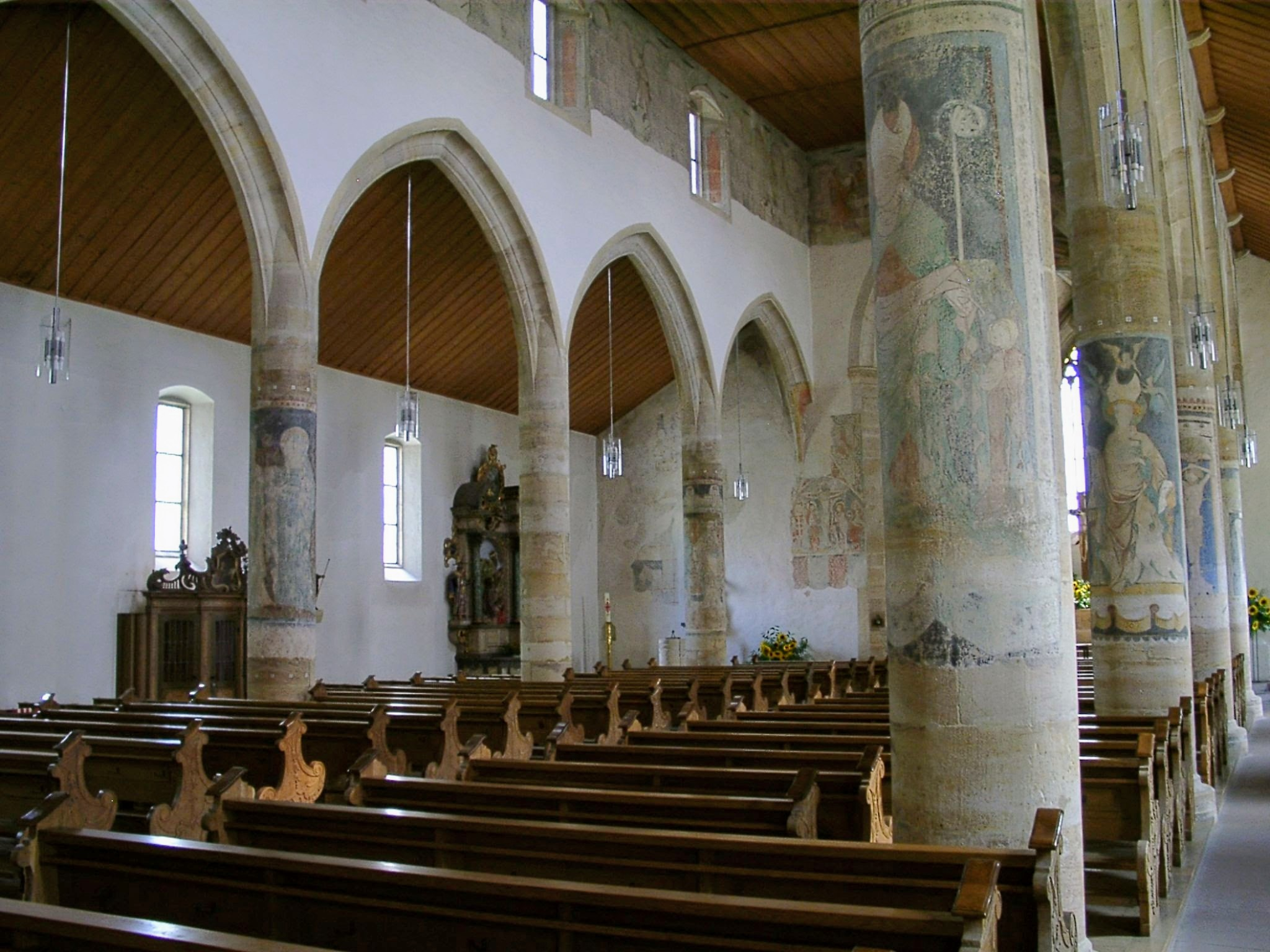
Säulen-Fresken im Innenraum

Die zweigeschossige, spätgotische Ulrichskapelle an der Nordseite des Chors wurde zwischen 1489 und 1492 errichtet. Sie beherbergte im Obergeschoss die Stiftsbibliothek. Mit dieser Baumaßnahme war die Stiftskirche in ihrer äußeren Form weitgehend hergestellt.
Größere Veränderungen erfolgten dann erst wieder ab 1700, als das Stift mit bescheidenen Mitteln versuchte, die Kirche zu barockisieren. So wurde an der Südseite des Chors an der Stelle der alten Sakristei die Annakapelle errichtet. Zwischen 1706 und 1709 wurde auch das Langhaus umfassend umgestaltet. Die Seitenschiffmauern wurden abgetragen und mit größeren Fensteröffnungen auf den alten Fundamenten neu und höher als zuvor errichtet. Die ursprüngliche Basilikaform des Langhauses verschwand nach außen unter einem über Mittel- und Seitenschiff herabreichenden Satteldach, die Fensterrose wurde zugemauert. Im Inneren ersetzte ein hölzernes, weiß getünchtes Tonnengewölbe die ursprüngliche Flachdecke und verdeckte zugleich die Lichtöffnungen des Obergadens. Die Seitenschiffe erhielten Backsteingewölbe und der Fußboden wurde höher gelegt. Damit wurde mit einfachsten Mitteln versucht, einen hellen Barockraum zu schaffen. Eine Umgestaltung des Chorraumes unterblieb aus finanziellen Gründen.
Bei einer ersten Renovierung 1906 wurden die Fresken an den Säulen wiederentdeckt und offengelegt. Der Innenraum wurde im neugotischen Stil umgebaut. Von 1969 bis 1975 erfolgte dann eine umfassende Außen- und Innenrenovation, die das Aussehen der Kirche erneut grundlegend veränderte. Das Ziel war die Wiederherstellung des gotischen Charakters der Kirche und die Beseitigung der barocken und neugotischen Zutaten. So wurde die Basilikaform der Gotik durch Reduzierung der Seitenschiffhöhe auf ihr ursprüngliches Maß und den sich daraus ergebenden Umbau des Dachstuhls wiederhergestellt. Der Boden wurde auf sein ursprüngliches Niveau abgesenkt und die barocken Gewölbe beseitigt. Durch den Einzug einer Flachdecke konnte der Freskenzyklus am Obergaden wieder sichtbar gemacht werden. Schließlich wurde das Rosettenfenster an der Westfassade wieder geöffnet. Da dessen gotisches Maßwerk nicht rekonstruiert werden konnte, wurde es in moderner Form neugestaltet.
Neben dem Haupteingang wurde eine Bronzetafel zum Gedächtnis an Eugen Bolz angebracht, der in dieser Kirche getauft worden war.

### Ausstattung
St. Moriz birgt eine ganze Reihe bedeutender Kunstwerke aus allen Stilepochen seit der Gotik bis heute. Im Jahr 1909 wurden die Malereien entdeckt, die sich bildteppichartig um die Rundpfeiler des Langhauses legen, und freigelegt.
Diese Säulenfresken entstanden etwa zwischen 1400 und 1440. Sie ergeben kein einheitliches Bildprogramm, da sie von verschiedenen Personen und Familien gestiftet wurden.

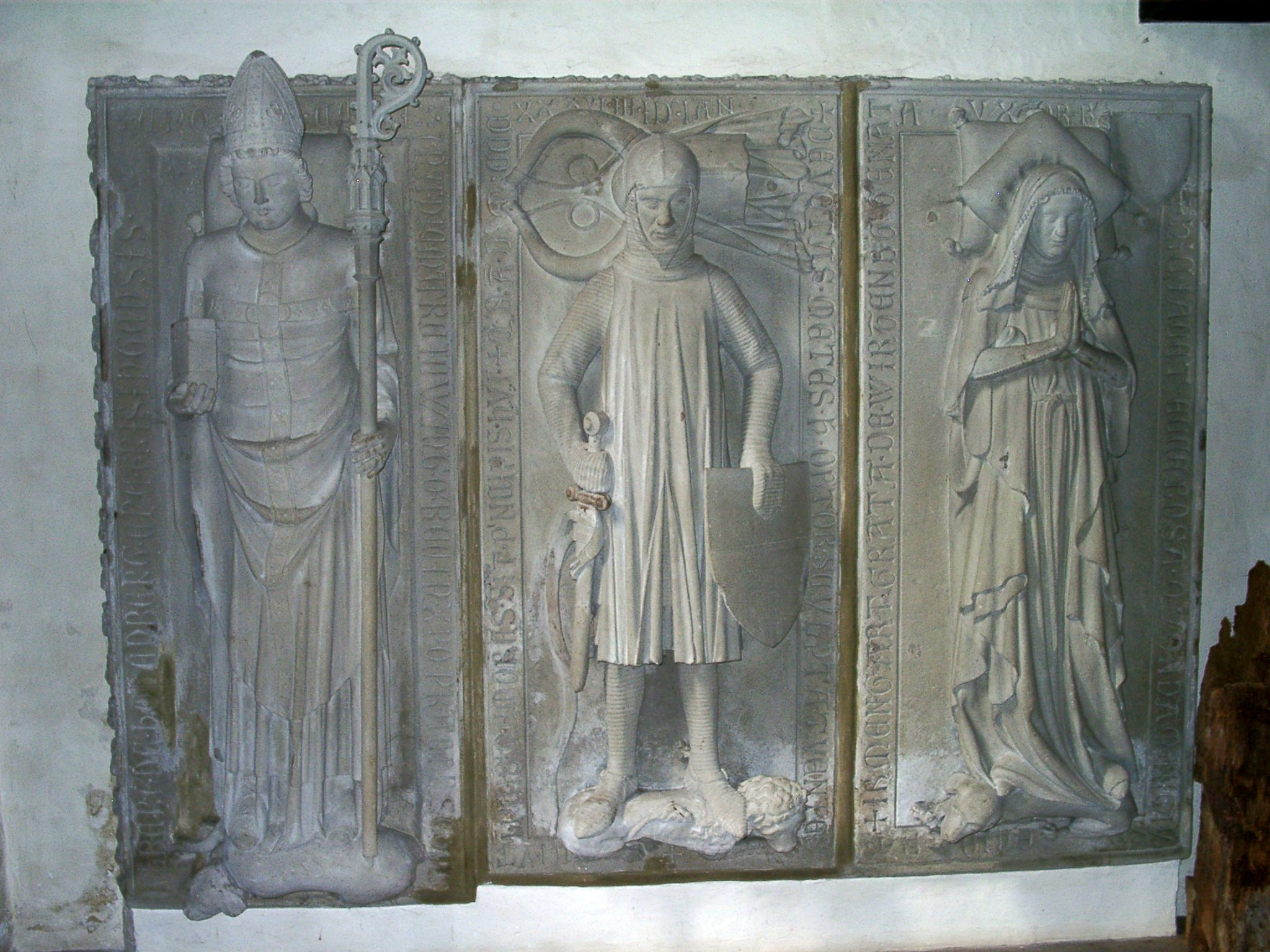
Grabmäler der Stifterfamilie

Kunsthistorisch noch bedeutender ist der Freskenzyklus am Obergaden, welcher wohl um 1440 entstand. Weitere Fresken aus der Zeit bis 1680 befinden sich im Chor und an der vorderen Wand des linken Seitenschiffs. Noch andere Fresken sind im Chor vorhanden: an der südlichen Chorwand eine Translationsdarstellung von etwa 1470 und gegenüber eine Renaissancedarstellung des hl. Franz von Assisi um 1590. Hinter der gotischen Mensa des Hochaltars wurde eine große Kreuzigungsgruppe aufgestellt, die wohl Ende des 15. Jahrhunderts in der Ulmer Werkstatt Michel Erharts entstand.
An den Wänden befindet sich eine Reihe von Epitaphen vom 13. bis zum 18. Jahrhundert, unter denen vor allem die drei Grabmäler der Stifterfamilie mit überlebensgroßen Darstellungen Rudolfs I. von Hohenberg, Irmengards von Württemberg und des Freisinger Bischofs Alberts II. herausragen. Es sind Werke des Straßburger Bildhauers Wölflin von Rufach († um 1355/60) und seiner Werkstatt.
Von der barocken Ausstattung sind noch zwei Seitenaltäre der Rottenburger Bildhauerfamilie Amrein aus dem späten 17. Jahrhundert erhalten geblieben. Das Mittelstück des sogenannten Ölbergaltars ist allerdings eine spätgotische Schnitzerei vom Oberrhein um 1520, die in den barocken Altaraufbau integriert wurde.
Schließlich wurde 1950 die originale Brunnensäule des Marktbrunnens hier aufgestellt.

### Orgel

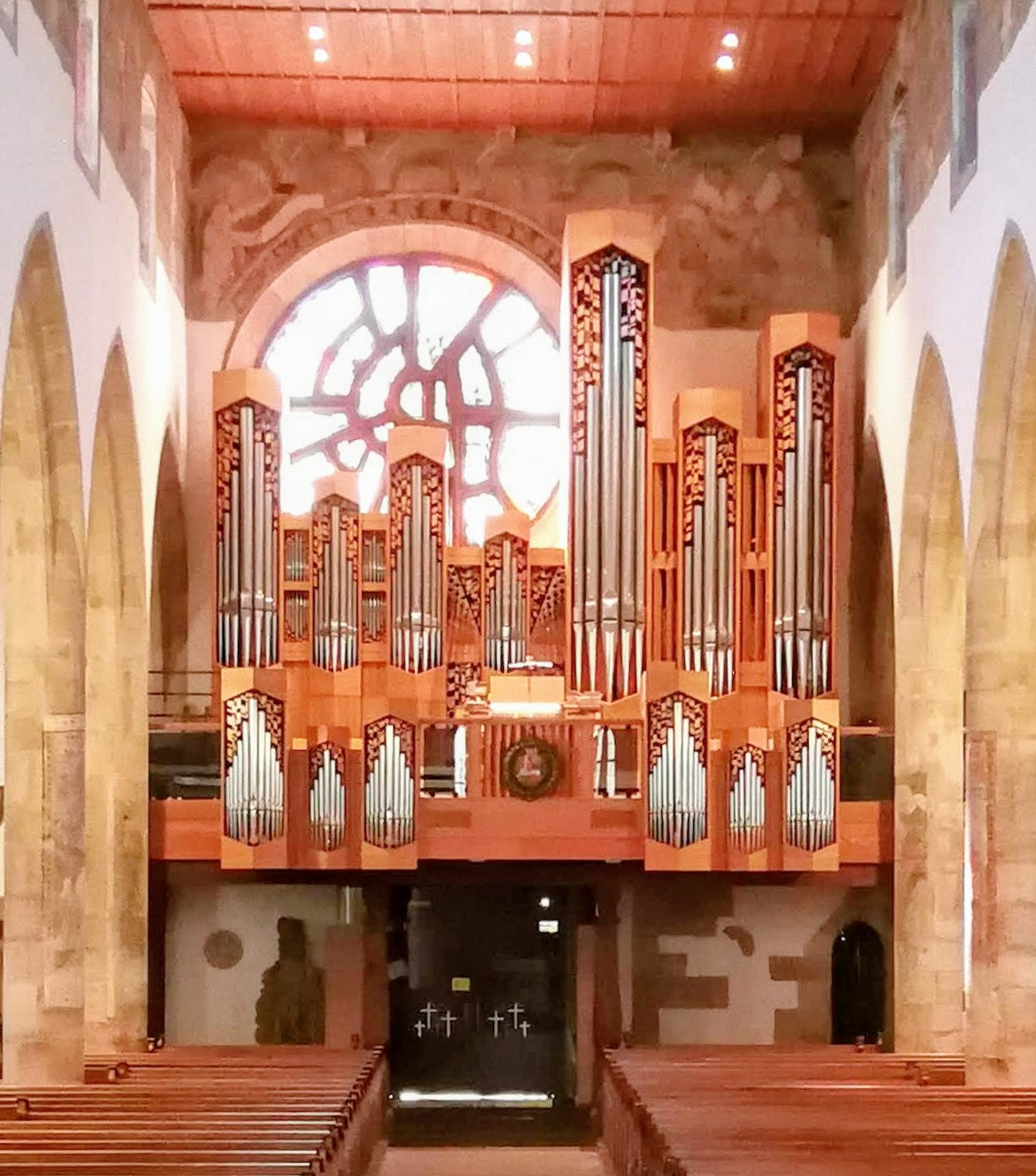
Prospekt mit zwei Rückpositiven der Albiez-Orgel

Schon 1364 wurde eine Orgel in St. Moriz erwähnt, die sich damals noch am Lettner vor dem Chor befand. Nach dem Abriss des Lettners 1736 bekam die Orgel ihren Standort auf der Empore über dem Hauptportal.
Am 25. September 1976 wurde die große Hauptorgel vom Lindauer Orgelbaumeister Winfried Albiez († 1984) von Bischof Georg Moser und dem damaligen Moriz-Pfarrer Alfons Werner geweiht. Das Schleifladen-Instrument hat 48 Register (etwa 3000 Pfeifen) auf drei Manualen und Pedal. Die Spieltrakturen sind mechanisch, die Registertrakturen sind elektrisch. Die Sachberatung hatte Bernhard Ader inne.
| I Rückpositiv C–g3 |                |       |
| 1.                 | Rohrgedackt    | 8′    |
| 2.                 | Quintade       | 8′    |
| 3.                 | Praestant      | 4′    |
| 4.                 | Koppelflöte    | 4′    |
| 5.                 | Gemshorn       | 2′    |
| 6.                 | Quinte         | 1 ⁄3′ |
| 7.                 | Sifflöte       | 1′    |
| 8.                 | Sesquialter II |       |
| 9.                 | Scharff IV     | 2 ⁄3′ |
| 10.                | Krummhorn      | 8′    |
|                    | Tremulant      |       |

| II Hauptwerk C–g3 |                      |       |   |
| 11.               | Gedeckt              | 16′   | H |
| 12.               | Prinzipal            | 8′    |   |
| 13.               | Lieblich Gedeckt     | 8′    |   |
| 14.               | Salicional           | 8′    | H |
| 15.               | Oktave               | 4′    |   |
| 16.               | Spitzflöte           | 4′    |   |
| 17.               | Quinte               | 2 ⁄3′ |   |
| 18.               | Superoktave          | 2′    |   |
| 19.               | Cornett V (ab g0)    | 8′    |   |
| 20.               | Mixtur V             | 1 ⁄3′ |   |
| 21.               | Trompete             | 8′    |   |
| 22.               | Clairon (horizontal) | 8′    |   |

| III Schwellwerk C–g3 |                  |        |   |
| 23.                  | Harfenprinzipal  | 8′     | H |
| 24.                  | Nachthorngedackt | 8′     |   |
| 25.                  | Aeoline          | 8′     | H |
| 26.                  | Schwebung        | 8′     | H |
| 27.                  | Prinzipal        | 4′     |   |
| 28.                  | Rohrflöte        | 4′     | H |
| 29.                  | Nasat            | 2 ⁄3′  | H |
| 30.                  | Waldflöte        | 2′     | H |
| 31.                  | Terz             | 1 3⁄5′ | H |
| 32.                  | Septime          | 1 ⁄7′  |   |
| 33.                  | Mixtur V         | 2′     | H |
| 34.                  | Fagott           | 16′    |   |
| 35.                  | Oboe             | 8′     |   |
| 36.                  | Klarinette       | 8′     | H |
| 37.                  | Clarine          | 4′     |   |
|                      | Tremulant        |        |   |

| Pedalwerk C–f1 |               |         |
|                | Großpedal     |         |
| 38.            | Prinzipalbaß  | 16′     |
| 39             | Quintbaß      | 10 2⁄3' |
| 40.            | Oktavbaß      | 8′      |
| 41.            | Choralbaß     | 4'      |
| 42.            | Hintersatz IV | 2 ⁄3′   |
| 43.            | Posaune       | 16′     |
| 44.            | Baßtrompete   | 8′      |
|                | Kleinpedal    |         |
| 45.            | Subbaß        | 16′     |
| 46.            | Gedecktbaß    | 8′      |
| 47.            | Salicet       | 4′      |
| 48.            | Pommer        | 2′      |

- Koppeln: I/II, III/II, III/I, Sub I/II, Sub III/II, I/P, II/P, III/P, Super III/P
- Spielhilfen: 6-fache mechanische Setzeranlage, eine freie Pedalkombination, Registercrescendo, Pleno, Absteller (Mixturen, Zungen)
- Anmerkung

H = Historisches Register (aus der Vorgängerorgel)

### Geläute
Im Turm der St. Moriz Kirche befinden sich noch fünf Glocken, die zum historischen Bestand gehören. Die „Zwölfeglock“ oder Christusglocke wurde 1419 von einem unbekannten Meister gegossen. Sie wiegt 2.210 kg und hat einen Durchmesser von 150 cm.
Die „Elfeglock“ oder Marienglocke wiegt 840 kg, bei einem Durchmesser von 110 cm. Sie wurde 1659 von der Rottenburger Glockengießerei Rosier hergestellt. Aus dieser Werkstatt stammt auch die „Neuneglock“ oder Mauritiusglocke mit einem Gewicht von 425 kg bei 91 cm Durchmesser.
Auch die Engelglocke von 1683 stammt von der Glockengießerei Rosier. Sie hat ein Gewicht von 170 kg bei 65 cm Durchmesser.
Das Scheideglöcklein ist mit ihren 65 kg und 48,5 cm Durchmesser zwar die kleinste, aber auch die älteste Glocke. Ihre Herstellung wird auf das 14. Jahrhundert geschätzt.
Nachdem sich 1999 Schäden am Langhaus zeigten, wurden der Glockenstuhl und das historische Geläute zwischen 2003 und 2005 saniert. Um den historischen Bestand zu schonen, wurden zwei zusätzliche Glocken sowie ein neuer Glockenstuhl eingebaut. Der historische Glockenstuhl blieb aber erhalten. Die neuen Glocken, die bei der Firma Bachert in Karlsruhe gegossen wurden, haben ein Gewicht von 470 kg und 330 kg bei einem Durchmesser von 900 mm und 800 mm. Die kleinere wurde zu Ehren des heiligen Georg geweiht, die größere zu Ehren von Eugen Bolz.

## Ulrichskapelle
In der oberen Etage der Ulrichskapelle befand sich ursprünglich die Stiftsbibliothek, deren Reste nach der Säkularisation der Diözesanbibliothek übergeben wurden. Heute befindet sich hier ein kleines Stiftsmuseum, das große Teile des ehemaligen Stiftsschatzes enthält. Darunter befinden sich Goldschmiedearbeiten Augsburger Werkstätten, darunter eine Prunkmonstranz von Johann Joachim Luz sowie eine Silberbüste des hl. Mauritius, 1727 gefertigt von Franz Anton Bettle, und eine weitere Silberbüste des hl. Nepomuk von Franz Christoph Mederle, die 1730 von Propst Christoph Edelmann gestiftet worden war.

## Geschichte des Chorherrenstifts
Die Errichtung des Chorherrenstifts St. Moriz in Rottenburg-Ehingen steht in enger Verbindung mit der Schaffung einer Erbbegräbnisstätte für die Grafen von Hohenberg. Den Grafen war es im 12. und 13. Jh. gelungen, ihr Herrschaftsgebiet von der Schwäbischen Alb an den oberen Neckar auszudehnen. Mit der Stadtgründung von Rottenburg 1280 wurde ein neues Zentrum der Grafschaft gebildet. Rudolf I. von Hohenberg ließ den heutigen Kirchenbau errichten, bestimmte ihn zur Grablege seines Geschlechts und gründete 1330 an der Kirche ein Chorherrenstift.
Der direkte Anlass war wohl das Ableben seiner zweiten Frau Irmengard von Württemberg († 1329). 1308 fand dann die erste Beisetzung statt, als hier Ursula von Öttingen, die zweite Frau Graf Albrechts II. von Hohenberg († 1298), des Schwagers König Rudolfs I. von Habsburg, bestattet wurde.
Zur besseren finanziellen Ausstattung inkorporierte Graf Hugo von Hohenberg 1339 die Remigiuskirche, die eigentliche Pfarrkirche von Ehingen, dem Stift und schenkte ihm außerdem Höfe in Hart und Rangendingen. Im Jahre 1364 nahm sich das Stift die vollen Pfarrrechte von St. Remigius.
Das weltliche Kollegiatstift umfasste ein Kollegium von zwölf Chorherren, die aus ihren Reihen den Propst (praepositus) zu wählen hatten. Die Zahl der Vikare oder Kapläne, welche die einzelnen Chorherren als Vertreter in Erfüllung ihrer gottesdienstlichen Aufgaben wie Messlesung und Sakramentenspendung bestellen durften, war nicht begrenzt. Allerdings erreichte das Stift St. Moriz nur selten in seiner Geschichte die volle Besetzung von zwölf Chorherren. Den Chorherren war die Seelsorge in Ehingen anvertraut und sie waren zum gemeinsamen Chorgebet in Erfüllung des kanonischen Stundengebetes verpflichtet. Eine Klausur bestand nicht.
Gemäß der anfänglichen Bestimmung als Stifts- und Begräbniskirche wurden im 14. Jh. zahlreiche Mitglieder des Hauses Hohenberg hier bestattet. Diese Funktion endete mit dem Verkauf der Grafschaft Hohenberg im Jahre 1381 an die verwandtschaftlich verbundenen Habsburger. So kam auch St. Moriz unter die Hoheit des Hauses Habsburg, das bis zur Aufhebung des Stiftes das Präsentationsrecht für die Chorherren behielt. Im 14. und 15. Jahrhundert gelang es dem Stift durch den Erhalt von Patronatsrechten und der allmählichen Inkorporierung von Pfarreien wie Bietenhausen (1393), Kilchberg (1421), Remmingsheim (1420) und Spaichingen (1455), seinen Besitz und Einfluss entscheidend zu mehren. 1451 wurde eine eigene Predigerpfründe gegründet. Der Prediger hatte auch die Aufsicht über die Bibliothek.
Das Stift überstand, da in die Seelsorge eingebunden, die Josephinische Reform, fiel dann aber, nachdem die Grafschaft Hohenberg 1806 an Württemberg überging, durch den neuen Landesherrn der Säkularisation anheim. Die ehemalige Stiftskirche blieb als Pfarrkirche bestehen und wurde bis zum Bau der evangelischen Kirche um 1860 als Simultankirche (evangelisch und katholisch) benutzt.

## Bedeutende Pröpste
- Als erster Propst wird 1330 Magister Peregrinus Pilgrim genannt, der zuvor Pfarrherr in Sülchen war. Zu diesem Zeitpunkt umfasste das Stiftskollegium sieben Chorherren.
- Jakob Ruoff war Propst von 1487 bis 1497. Er hatte 1460/62 in Paris studiert und ließ die Ulrichskapelle mit der Bibliothek errichten. Aus der ehemaligen Bibliothek haben sich 41 Codices, heute in der Diözesanbibliothek Rottenburg, erhalten.
- Melchior Zanger († 1603) amtierte von 1561 bis 1602 als Propst. Er gilt als Späthumanist, der neben den klassischen antiken Sprachen Kenntnisse über das Hebräische, Chaldäische und Syrische verfügte. Nach den Wirren der Reformationszeit verhalf Zanger der Tridentinischen Reform zum Durchbruch. Ihm verdankt das Stift seine erneute Festigung, die Stärkung seines spirituellen Lebens und seiner Wirkung nach außen. Obwohl er 1568 nach Wien als Hofprediger berufen wurde, blieb er dem Stift als Vorsteher weiterhin verbunden. In St. Moriz hat sich ein Epitaph in Griechisch und Latein erhalten.
- Johann Evangelist Weittenauer (1640–1703) wurde 1687 zum Propst gewählt. Er verfasste wertvolle Chroniken über das Stift und die Geschichte Rottenburgs sowie theologische Schriften wie den Wohlerfahrenen Catechismus.